# Труново (Тверська область)
Труново (рос. Труново) — присілок в Калінінському районі Тверської області Російської Федерації.
Населення становить 49 осіб. Входить до складу муніципального утворення Щербининське сільське поселення.

## Історія
Від 2005 року входить до складу муніципального утворення Щербининське сільське поселення.

## Населення
| 1859 | 1886 | 2002 | 2010 |
| ---- | ---- | ---- | ---- |
| 350  | ↗517 | ↘50  | ↘49  |